# Tephritis
Tephritis is een geslacht van insecten uit de familie van de Boorvliegen (Tephritidae), die tot de orde tweevleugeligen (Diptera) behoort.

## Soorten
- T. acanthiophilopsis Hering, 1938
- T. angustipennis

Bertramboorvlieg (Loew, 1844)
- T. araneosa (Coquillett, 1894)
- T. arizonaensis Quisenberry, 1951
- T. arnicae (Linnaeus, 1758)
- T. baccharis (Coquillett, 1894)
- T. bardanae

Donkere klitboorvlieg (Schrank, 1803)
- T. brachyura Loew, 1869
- T. californica Doane, 1899
- T. candidipennis Foote, 1960
- T. carmen Hering, 1937
- T. cometa

Gesterde vederdistelboorvlieg (Loew, 1840)
- T. conura

Moesdistelboorvlieg (Loew, 1844)
- T. conyzifoliae Merz, 1992
- T. crepidis

Groot-streepzaadboorvlieg Hendel, 1927
- T. dilacerata (Loew, 1846)
- T. dioscurea

Kleine duizendbladboorvlieg (Loew, 1856)
- T. divisa Rondani, 1871
- T. dudichi Aczel, 1939
- T. fallax

Ruige-leeuwentandboorvlieg (Loew, 1844)
- T. formosa

Donkere melkdistelboorvlieg (Loew, 1844)
- T. frauenfeldi Hendel, 1927
- T. heliophila Hendel, 1927
- T. hendeliana Hering, 1944
- T. hungarica Hering, 1937
- T. hurvitzi Freidberg, 1981
- T. hyoscyami (Linnaeus, 1758)
- T. labecula Foote, 1959
- T. leavittensis Blanc, 1979
- T. leontodontis

Leeuwetandboorvlieg (De Geer, 1776)
- T. luteipes Merz, 1992
- T. maccus Hering, 1937
- T. mariannae Merz, 1992
- T. matricariae

Geelflank streepzaadboorvlieg (Loew, 1844)
- T. michiganensis Quisenberry, 1951
- T. mutabilis Merz, 1992
- T. neesii

Nees' boorvlieg (Meigen, 1830)
- T. nigricauda (Loew, 1856)
- T. ovatipennis Foote, 1960
- T. palmeri Jenkins, 1985
- T. postica (Loew, 1844)
- T. praecox

Goudsbloemboorvlieg (Loew, 1844)
- T. pulchra (Loew, 1844)
- T. pura (Loew, 1873)
- T. recurrens Loew, 1869
- T. rufipennis Doane, 1899
- T. ruralis

Muizenoorboorvlieg (Loew, 1844)
- T. santolinae Hering, 1934
- T. sauterina Merz, 1994
- T. scorzonerae Merz, 1993
- T. separata

Bitterkruidboorvlieg Rondani, 1871
- T. signatipennis Foote, 1960
- T. simplex (Loew, 1844)
- T. stictica Loew, 1862
- T. stigmatica (Coquillett, 1899)
- T. subpura (Johnson, 1909)
- T. tanaceti Hering, 1956
- T. truncata (Loew, 1844)
- T. valida (Loew, 1844)
- T. vespertina

Biggenkruidboorvlieg (Loew, 1844)
- T. webbii Doane, 1899
- T. zernyi Hendel, 1927